# ADV Reliant
ADV Reliant je víceúčelová pomocná loď provozovaná společností Teekay pro Australské královské námořnictvo. Původně byla postavena jako plavidlo pro podporu námořní těžební infrastruktury Horizon Star. Australské námořnictvo ji využívá od roku 2022. Mimo jiné může být nasazena při výcviku, misích SAR, nebo odstraňování následků živelních pohrom.

## Stavba
V roce 2018 australská vláda zveřejnila plán na zakoupení pomocné lodě, jejímž hlavním úkolem by byla podpora australských spojenců v Pacifiku, včetně humanitárních misí. Původně byla preferována stavba plavidla australskými loděnicemi, nakonec však bylo rozhodnuto zakoupit již hotové plavidlo, neboť loděnice neměly dostatek kapacit a toto řešení znamenalo i úsporu času.
Plavidlo postavila norská loděnice Kleven Verft AS jako podpůrnou loď pro obsluhu těžební infrastruktury Horizon Star. Na vodu byla spuštěna v roce 2017. V únoru 2022 jej od kanadské společnosti Horizon Maritime koupila Austrálie. Dne 4. července 2022 plavidlo připlulo do Sydney a následně bylo testováno. Dne 30. srpna 2022 jej australské námořnictvo přijalo do služby jako pomocnou loď.

## Konstrukce

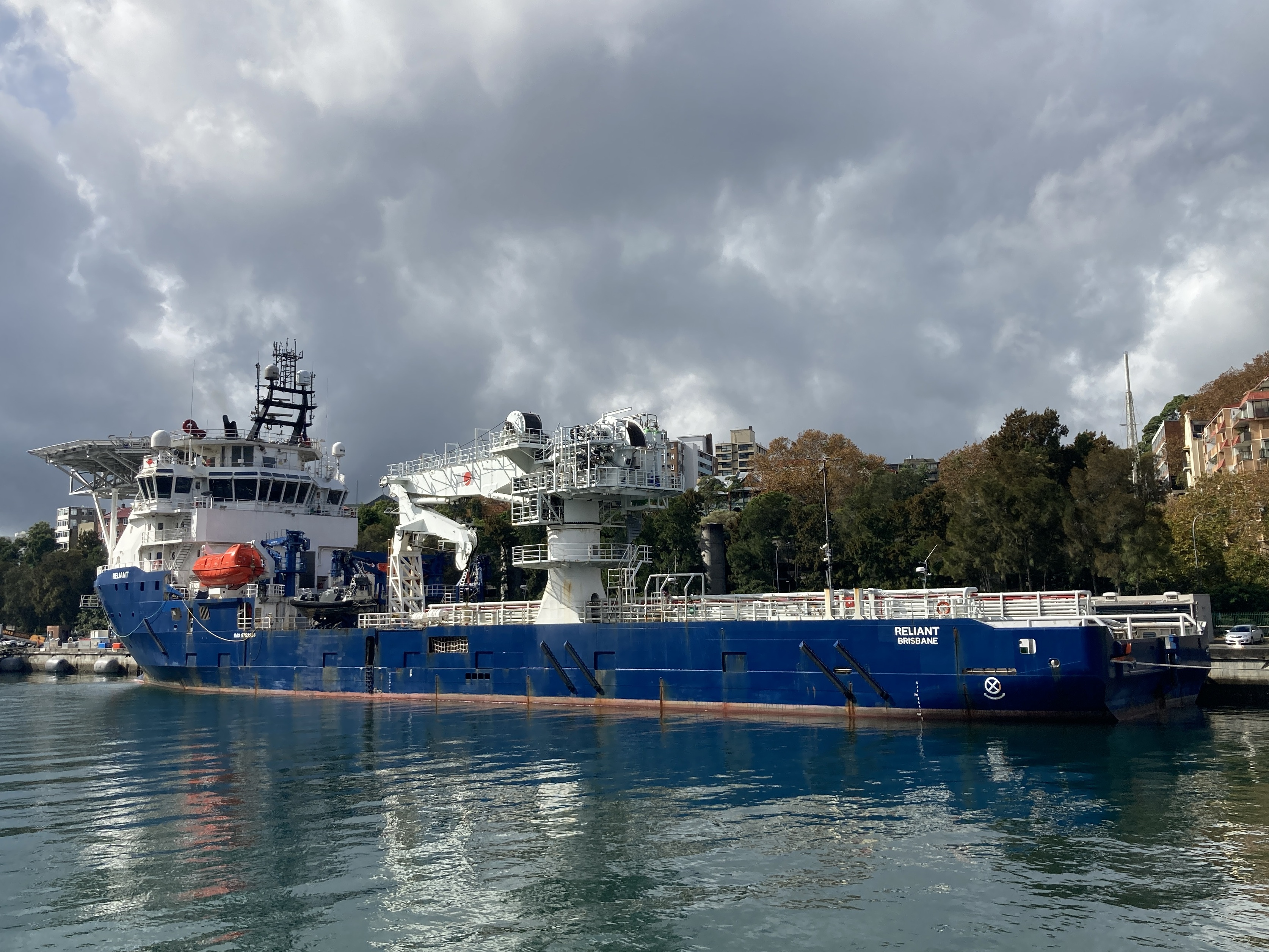
ADV Reliant

V přední části plavidla se nachází mohutná nástavba, nad kterou je umístěna přistávací plocha pro vrtulníky (do hmotnosti dvanáct tun). Plavidlo však není vybaveno hangárem. Na palubě jsou kajuty až po šedesát osob. Zadní část plavidla je vyhrazena pro nákladní palubu vybavenou jeřábem o nosnosti 150 tun a dokem pro podmořské prostředky (Moon Pool). Pohonný systém tvoří čtyři generátory Caterpillar o výkonu 2230eKW a jeden Harbour o výkonu 550eKW. Dodává energii dvěma azipodům Aquamaster US255FB a jednomu typu UL 1201. V přídi jsou uložena dvě dokormidlovací zařízení TT2000. Nejvyšší rychlost dosahuje 13,1 uzlu. Dosah je 36 000 námořních mil při rychlosti devět uzlů.

## Služba
Na rozdíl od výsadkových lodí Reliant není vybaven hangárem pro uložení vrtulníku a nemůže jim doplňovat palivo. Dále postrádá přímé spojení mezi přistávací plochou a nákladní palubou a nemůže využívat menších vyloďovacích plavidel, zajišťujících dopravu osob a materiálu mezi plavidlem a pobřežím. Plavidlo je kritizováno, že tyto nedostatky omezují jeho schopnosti při nasazení do humanitárních misí a při živelních pohromách. Schopnosti plavidla má částečně vylepšit plánovaná modernizace SEA 3033 Phase 2.
V březnu 2023 se Reliant podílel na vyzvednutí australského armádního vrtulníku MRH-90 Taipan, který při výcviku uvízl v zátoce Jervis Bay.